# فرودگاه وویسیز بی
فرودگاه وویسیز بی (به انگلیسی: Voisey's Bay Aerodrome) یک فرودگاه خصوصی است که یک باند فرود شن دارد و طول باند آن ۱۵۲۵ متر است. این فرودگاه در کشور کانادا قرار دارد و در ارتفاع ۷۵ متری از سطح دریا واقع شده است.